# Gallarus Oratory

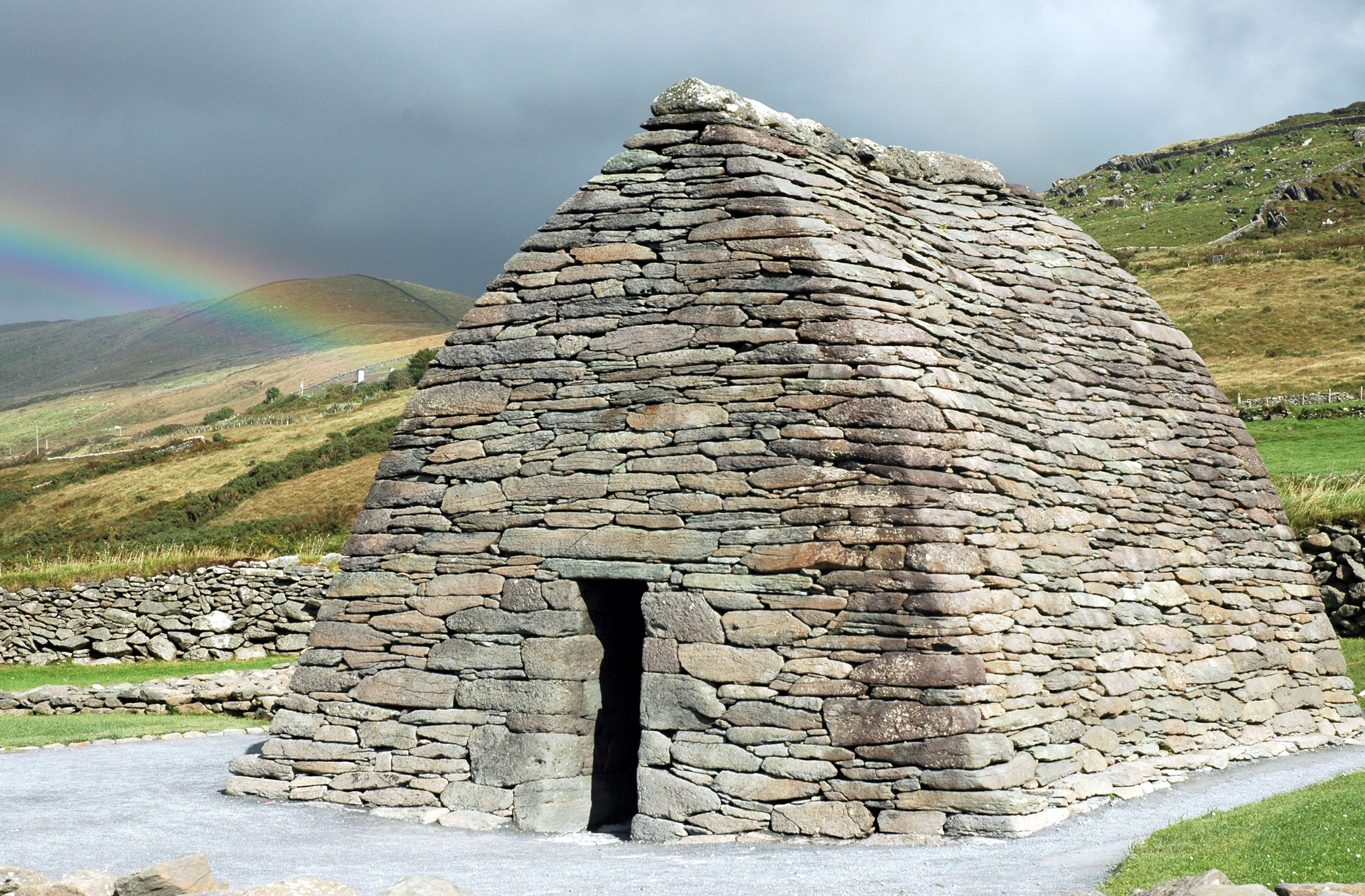
Gallarus Oratory

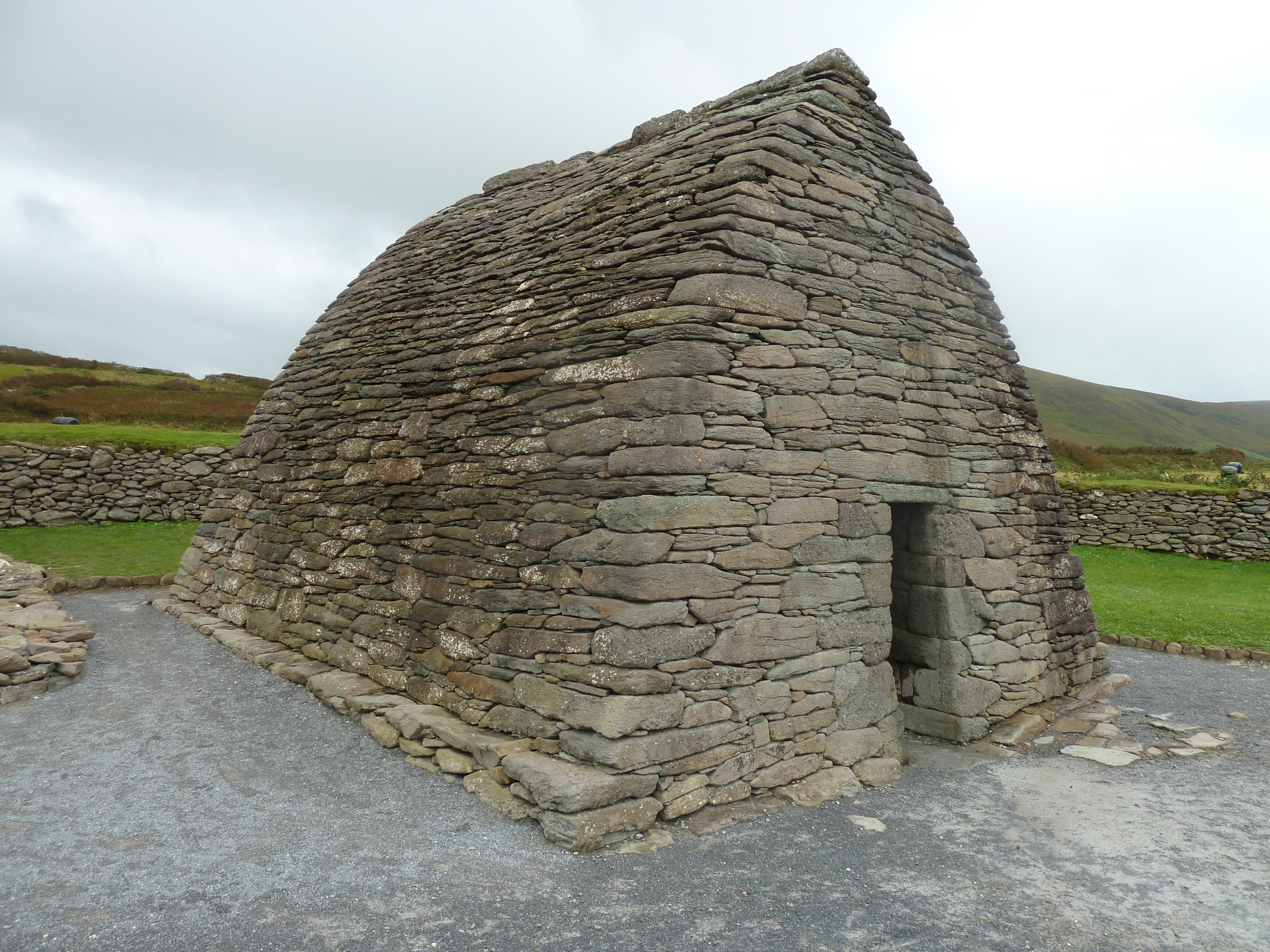
Gallarus Oratory

Il Gallarus Oratory (in irlandese Séipéilín Ghallarais), traducibile in italiano nella forma poco usata di Oratorio di Gallaro, è considerata la chiesa cristiana più antica di tutta l'Irlanda.
La chiesa, che si trova a Baile na nGall nella contea del Kerry, nella Penisola di Dingle, è il sito archeologico più famoso e interessante della penisola di Dingle. Si tratta di una piccola costruzione con tetto spiovente composta interamente di pietra probabilmente tra il VI e IX secolo.
A partire dal VI secolo in Irlanda sorsero molti siti monastici in aree isolate. Il Gallarus Oratory è infatti un esempio di antico oratorio costruito a secco con le tecniche sviluppatesi fin dal neolitico, sebbene sia stata evidenziata la presenza di tracce di malta che fanno pensare che anticamente le pareti interne ed esterne dell'oratorio fossero intonacate. L'edificio, realizzato a forma di barca rovesciata, ha una pianta rettangolare, approssimativamente di 8 metri di lunghezza, 5 di larghezza e 5 metri di altezza. Il tetto è formato dal graduale restringimento del muro perimetrale dalla base verso l'alto. L'edificio è i buone condizioni, sebbene si stiano registrando alcuni cedimenti strutturali del tetto, causati dalla mancata manutenzione. L'oratorio ha una piccola entrata situata sul fianco occidentale ed una piccola apertura di forma rotonda sulla parete orientale. Nei pressi dell'entrata si notano due pietre sporgenti con incavi che in tempi antichi erano necessari per sostenere la porta.